# Harije
Harije este o localitate din comuna Ilirska Bistrica, Slovenia, cu o populație de 288 de locuitori.